# سيلوين لويد
جون سيلوين بروك سيلوين لويد بارون سيلوين لويد، الحائز على وسام رفقاء الشرف، ورتبة الإمبراطورية البريطانية، والوسام الإقليمي، وعضو المجلس الخاص للمملكة المتحدة، ومجلس الملك، ونائب ملازم (28 يوليو 1904 - 18 مايو 1978) كان سياسيًا بريطانيًا. وُلد ونشأ في تشيشير، وكان ليبراليًا نشطًا حين كان شابًا في عشرينيات القرن العشرين. وفي العقد التالي مارس مهنة المحاماة بالقضاء العالي وخدم في مجلس مقاطعة هوليك أوربان، وفي ذلك الوقت أصبح من المتعاطفين مع حزب المحافظين. وخلال الحرب العالمية الثانية أصبح نائب رئيس أركان الجيش الثاني، حيث لعب دورًا مهمًا في التخطيط للنقل البحري إلى إنزال النورماندي والوصول إلى رتبة عميد بالإنابة.
انتخب للبرلمان في عام 1945 عن الحزب المحافظ، وشغل منصبًا وزاريًا منذ عام 1951، وترقى في النهاية إلى منصب وزير الخارجية في عهد رئيس الوزراء أنطوني إيدن من أبريل 1955. وتزامنت فترة ولايته مع أزمة السويس (العدوان الثلاثي)، وحاول في البداية التفاوض على تسوية سلمية، قبل أن يساعد على مضض رغبة إيدن في التفاوض مع فرنسا وإسرائيل كمقدمة لعمل عسكري. واستمر وزيرًا للخارجية تحت رئاسة هارولد ماكميلان حتى يوليو عام 1960، عندما جرى نقله إلى منصب مستشار الخزانة. وفي هذا المنصب أسس مجلس التنمية الاقتصادية الوطنية، لكنه أصبح شخصية لا تحظى بشعبية بسبب التدابير التقشفية التي شعر أنه مضطر لاتخاذها، بما في ذلك «إيقاف الدفع» في يوليو عام 1961، وبلغت ذروتها في الانتصار الليبرالي المثير في انتخابات أوربينغتون الفرعية في مارس عام 1962. وفي يوليو من نفس العام أقاله ماكميلان من مجلس الوزراء، ما جعله الضحية الأعلى مرتبة في التعديل الوزاري المعروف باسم «ليلة السكاكين الطويلة».
عاد إلى منصبه في عهد رئيس الوزراء أليك دوغلاس هيوم كزعيم لمجلس العموم (1963-1964)، وانتخب رئيسًا لمجلس العموم منذ عام 1971 حتى تقاعده في عام 1976.

## النشأة
ولد لويد في 28 يوليو عام 1904 في ريد بانك في ويست كيربي في تشيشير. كان والده جون ويسلي لويد (1865–1954) جراح أسنان وواعظًا ميثوديًا من أصل ويلزي. وكانت والدته ماري راشيل وارهيرست (1872-1959) على قرابة بعيدة بالمشير الميداني السير جون فرنش. وكان لديه ثلاث شقيقات.
تلقى لويد تعليمه في مدرسة ليس وكان مهتمًا خصوصًا بالتاريخ العسكري، والذي عزا إليه لاحقًا مسيرته العسكرية الناجحة. وفي عام 1918 عندما كان يبلغ من العمر ثلاثة عشر عامًا حصل على منحة دراسية لدخول كلية فيتس. وعندما كان صبيًا صغيرًا هناك لُقب «بإيزابل»، بسبب الأحرف الأولى من اسمه جيه إس بي إل، وتورط في فضيحة جنسية مثلية، لكنه اعتبر الطرف البريء، ونجا من العقاب، بينما طرد ثلاثة شبان أكبر سنًا.

## كامبريدج
في أكتوبر عام 1923 ارتقى بصفته باحثًا إلى كلية المجدلية في كامبريدج، حيث كان أ سي بينسون المعلم هناك. وفي الكلية أصبح صديقًا لرئيس الأساقفة المستقبلي ميخائيل رامزي. وحصل لويد على لقب «بيتر» في ذلك الوقت. ولعب لويد الرغبي وخاب أمله لعدم حصوله على المرتبة الزرقاء.
في أكتوبر عام 1924 أبحرت أخته إيلين إلى الهند لتتزوج وتعمل طبيبة. وتوفيت هناك في يناير التالي عن عمر يناهز 25 عامًا.
كان لويد ليبراليًا نشطًا عندما كان شابًا، وفي مارس عام 1925 استضاف إتش إتش أسكويث في المجدلية بعد اجتماع للحزب الليبرالي في كامبريدج يلدهول. وأصبح رئيسًا للرابطة الليبرالية في جامعة كامبريدج. وكان لويد أيضًا مناظرًا نشطًا في جمعية اتحاد كامبريدج، وكان من بين شركائه في المناظرات راب بتلر، وباتريك ديفلين، وهيو فوت، وآلان كينغ هاميلتون، وجيفري لويد. وفقد لويد منحته الدراسية في يونيو عام 1925، بعد حصوله على الدرجة الثانية في الكلاسيكيات. ثم انتقل بعد ذلك إلى دراسة التاريخ، حيث حصل أيضًا على درجة ثانية. 
خلال الإضراب العام في مايو عام 1926 تطوع لويد للعمل كشرطي خاص وكان قد بدأ في وقت سابق من ذلك العام بتناول العشاء في جمعية إن بهدف التأهل كمحام. وانتقد فيما بعد حملة حكومة المحافظين على النقابات العمالية، مثل قانون المنازعات التجارية لعام 1927. وشجعت سلطات الجامعة الطلاب الذين عملوا في الحكومة مع اقتراب امتحاناتهم على تمديد دراستهم لمدة عام إضافي، ما يعني أن لويد كان قادرًا على قضاء عام خامس استثنائي كطالب جامعي. وأصبح لويد جورج زعيمًا ليبراليًا وكان يضخ الأموال والأفكار في الحزب الليبرالي، وكان حريصًا على جذب الشباب الواعدين. وكان سيلوين لويد متحدثًا متكررًا لصالح الحزب الليبرالي منذ عام 1926 وما بعده. وفي عام 1926 تلاعب بشكل غير جدي على فكرة الانضمام إلى حزب العمال.
في فصل ميخائيلماس أقنع لويد ودفلين (رئيس اتحاد كامبريدج آنذاك) والتر سيترين بالانضمام إلى لويد في معارضة الاقتراح القائل بأن «قوة النقابات العمالية قد زادت، وتتزايد، ويجب أن تتضاءل» (كصدى لحركة دنينغ الشهيرة حول قوة التاج في عام 1780). ودعوا قائد عمال المناجم أ جيه كوك بهدف إثارة ذعر سلطات المدينة، لكنه لم يتمكن من الحضور. وفاز لويد في المناظرة بأغلبية 378 صوتًا مقابل 237 صوتًا وانتُخب سكرتيرًا لفصل الصوم الكبير عام 1927، ما وضعه في المسار الصحيح ليكون نائب الرئيس لفصل عيد الفصح (صيف) عام 1927، ثم رئيسًا في فصل ميخائيلماس عام 1927. وتولى منصبه كرئيس في يونيو عام 1927. وفي مناظرته للتقاعد في نوفمبر عام 1927 تحدث صمويل هور وراب بتلر (الذي جرى اختياره كمرشح عن حزب المحافظين عن دائرة سافرون والدين).
تخرج لويد أخيرًا بدرجة ثالثة في الجزء الثاني من قانون تريبوس في يونيو عام 1928.

## مسيرته المهنية المبكرة

### نقابة المحامين والحكومة المحلية
كان لويد مرشحًا برلمانيًا ليبراليًا في ماكليزفيلد في الانتخابات العامة لعام 1929، وحل في المركز الثالث. وبعد ذلك ركز على عمله القانوني. وجرى استدعاؤه للنقابة عام 1930. وبصفته محاميًا كان معارضًا لعقوبة الإعدام ولم يكن دائمًا يحترم المحكمة: عندما اقترح القاضي عقد جلسة خاصة في صباح يوم الجمعة العظيمة، سحب اقتراحه بعد أن أشار لويد إلى أن آخر قاضٍ فعل ذلك كان بيلاطس البنطي.
مثل العديد من السياسيين الشباب في 1930-1931 كان لويد متعاطفًا مع الحزب الجديد لأوزوالد موزلي وكان محبطًا لأنه لم يحرز تقدمًا يذكر. ورفض الترشح مرة أخرى لماكلزفيلد كليبرالي في عام 1931 بسبب التعريفات الجمركية، واعتقد أن الحزب الليبرالي الوطني التابع لا يستحق الانضمام. وصوّت لويد لصالح حزب المحافظين لأول مرة في انتخابات عام 1931، على الرغم من أنه في ذلك العام رفض دعوة للانضمام إلى قائمة مرشحي حزب المحافظين.
انضم إلى مجلس مقاطعة هوليك أوربان في 19 أبريل عام 1932، كمستشار لغرانغ وارد. ولمدة ثلاث سنوات كان رئيسًا للجنة المالية العقارية، حيث كان يدير ميزانية تزيد عن 250 ألف جنيه إسترليني، أي ما يعادل 18462.913 جنيهًا إسترلينيًا في عام 2021. وفي سن 32 أصبح أصغر رئيس للمجلس. وفي عام 1937 بصفته الرئيس كان مسؤولًا عن احتفالات التتويج المحلية، وهو حدث استخدمه لتقوية روابطه مع الجيش الإقليمي. واستمر في الخدمة في المجلس حتى عام 1940. وفي أوائل الستينيات من القرن العشرين كان كثيرًا ما يتعرض للسخرية على أنه «السيد مستشار مجلس هوليك أوربان»، ما يعني أنه محامي بلدة صغيرة ومستشار محلي جرت ترقيته إلى المسرح الوطني فوق قدراته.
اعتبر لويد نفسه محافظًا منذ منتصف الثلاثينيات من القرن العشرين، لكنه لم ينضم رسميًا إلى حزب المحافظين حتى جرى اختياره كمرشح برلماني في عام 1945؛ وكتب لاحقًا أنه كان سيؤدي دورًا أكثر نشاطًا في السياسة المحافظة لولا الحرب.